# Buck Creek
Buck Creek est un hameau (hamlet) du Comté de Brazeau, situé dans la province canadienne d'Alberta.
La population est de 107 habitants (2005).